# Cratere Kumitoga
Kumitoga  è un cratere sulla superficie di Cerere.